# Campanula komarovii
Campanula komarovii là loài thực vật có hoa trong họ Hoa chuông. Loài này được Maleev mô tả khoa học đầu tiên năm 1930.